# Psammolyce pendula
Psammolyce pendula är en ringmaskart som beskrevs av Hartman 1942. Psammolyce pendula ingår i släktet Psammolyce och familjen Sigalionidae. Inga underarter finns listade i Catalogue of Life.